# Mutus Liber
Mutus Liber (с лат. — «Книга без слов») — это книга из 15 гравюр, изображающих процесс Великого Делания.

## История
Впервые была анонимно издана во Франции в 1677 году. В 1702 году была переиздана.

## Содержание
На каждой гравюре в книге изображен этап создания философского камня. Гравюра № 1 изображает 2-х ангелов на лестнице в небо, перед которой лежит человек, вверху по углам луна и звезды, и вся страница рисунка оплетена стеблем розы с шипами и листьями, а в по нижним углам сами цветки. «Mutus liber in quo tamen» — надпись на 1-й странице.
Не стоит забывать, что алхимия — это наука о превращении и совершенствовании, следовательно в книге описаны этапы не только изготовления философского камня, но и этапы самосовершенствования алхимика.

## N.B
Нельзя точно сказать, что в действительности и точности изображено на страницах книги, так как нет каких-либо «переводов».